# Sandrine Seve
Sandrine Seve (ur. 20 października 1978) – francuska zapaśniczka walcząca w stylu wolnym. Zajęła czwarte miejsce na mistrzostwach świata w 2002 i na mistrzostwach Europy w 2001. Siódma w Pucharze Świata w 2005 i ósma w 2001. Mistrzyni świata juniorów w 1998, a Europy w 1997 i 1998.
Mistrzyni Francji w 2000, 2001 i 2003, a druga w 1999, 2002 i 2005 roku.